# TSV Pfungstadt
Der Turn- und Sportverein Pfungstadt ist ein Sportverein in Pfungstadt.

## Beschreibung
Der TSV Pfungstadt wurde am 12. Oktober 1945 erst unter dem Namen Sportverein Pfungstadt als Nachfolger der nach dem 2. Weltkrieg aufgelösten Sportvereine (u. a. TV 1875 Pfungstadt) gegründet . Im Verein bestehen die Sportabteilungen Bahnengolf, Bogenschießen, Faustball, Frauenfußball, Handball, Jugendfußball, Judo, Laienspiel, Leichtathletik, Paddeln, Schwimmen, Ski, Sportabzeichen, Tennis, Turnen, Volleyball

## Abteilung Faustball
Bei der Abteilung nehmen neben den Erwachsenenmannschaften (u. a. Teilnahme an der Herren- und der Damen-Faustball-Bundesliga) auch Nachwuchsmannschaften am Spielbetrieb teil. Der TSV ist bei den Herren der Verein, der die meisten Deutsche Meisterschaften holte. Dabei von 2010 bis 2024 auf dem Feld 14 mal, nur 2017 von VfK 01 Berlin unterbrochen.
Für die Herren-Faustball-Weltmeisterschaft 2023 in Mannheim, wurden mit Patrick Thomas, Jonas Schröter zwei Spieler des TSV für  Deutschland nominiert.

## Auswahl bekannter Sportler des TSV Pfungstadt
- Leonhard Pohl Leichtathletik – Olympiateilnehmer Olympische Sommerspiele 1956 in Melbourne.
- Patrick Thomas Faustballspieler
- Nick Trinemeier Faustballspieler – heute beim TV 1880 Käfertal
- Homiyu Tesfaye Leichtathletik – Olympiateilnehmer Olympische Sommerspiele 2016 in Rio de Janeiro.
- Ajith Fernando Faustballspieler
- Oliver Späth Faustballspieler – heute beim FBC Offenburg.